# Сто рублей (Беларусь)
Сто рубле́й (бел. Сто рублёў) — номинал банкноты, использующейся в Беларуси с 1992 года.

## История
Первая 100-рублёвая банкнота в Беларуси была введена в обращение 25 мая 1992 года. Выведена из обращения 1 января 2001 года. 1 января 2000 года была введена новая банкнота достоинством в 100 рублей, соответствующая 100 000 рублей образца 1996 года. Выведена из обращения 1 декабря 2017 года.
В связи с проведением денежной реформы с 1 июля 2016 года в обращение была введена новая банкнота номиналом в 100 рублей образца 2009 года, соответствующая пяти банкнотам по 200 000 рублей образца 2000 года. Новые денежные знаки были отпечатаны британской фирмой «De La Rue» ещё в 2009 году. Ввести новые банкноты в обращение в год изготовления не позволил кризис, из-за чего их передали в Центральное хранилище Национального банка.

## Характеристика

### 100 рублей 1992 года
На лицевой стороне изображён зубр. В правом верхнем углу помещена надпись «СТО РУБЛЁЎ» и цифровое обозначение номинала — «100». Слева от зубра в узорном орнаменте размещено крупное цифровое обозначение номинала, а над ним — номер и серия банкноты. Слева вверху изображён специальный узорный элемент. В нижней части банкноты проходит узорная кайма, обрамлённая защитными надписями в 3 строки сверху и снизу «РЭСПУБЛІКАБЕЛАРУСЬ», выполненными мелким шрифтом.
На оборотной стороне в узорном орнаменте помещён герб Погоня, слева и справа от которого изображены цифровые обозначения номинала. В верхней части банкноты через всё поле проходит узорная кайма, в нижней части проходят две узорные каймы, между которыми размещается надпись «РАЗЛІКОВЫ БІЛЕТ НАЦЫЯНАЛЬНАГА БАНКА БЕЛАРУСІ». В правой нижней части обозначен год — «1992». В верхней правой части надпись мелкими буквами «ПАДРОБКА РАЗЛІКОВЫХ БІЛЕТАЎ НАЦЫЯНАЛЬНАГА БАНКА БЕЛАРУСІ ПРАСЛЕДУЕЦЦА ПА ЗАКОНУ».

### 100 рублей 2000 года
На лицевой стороне изображён Большой театр оперы и балета Республики Беларусь с подписью «НАЦЫЯНАЛЬНЫ АКАДЭМІЧНЫ ВЯЛІКІ ТЭАТР ОПЕРЫ І БАЛЕТА РЭСПУБЛІКІ БЕЛАРУСЬ». Слева и справа от изображения помещены графические знаки защиты. В верхней части поля банкноты проходит орнаментальная полоса, в которой помещена надпись «БІЛЕТ НАЦЫЯНАЛЬНАГА БАНКА РЭСПУБЛІКІ БЕЛАРУСЬ», а снизу прилегает защитный микротекст из повторяющейся аббревиатуры «НБРБ», в правой верхней части банкноты на фоне орнаментальной полосы помещена большая аббревиатура «НБРБ». Номинал обозначен цифрами в левой части банкноты, внутри виньетки справа сверху относительно центрального изображения, и словами «СТО РУБЛЁЎ» под изображением музея. В нижней части проходит узорная кайма, к которой сверху прилегает микротекст из повторяющихся чисел «100», в правом нижнем углу банкноты внутри виньетки помещено обозначение года «2000».
На оборотной стороне размещена сцена из балета «Избранница» Е. Глебова с подписью: «Я. А. Глебаў „Выбранніца“ (па паэмах Я. Купалы)». По бокам от этого изображения размещены графические защитные элементы. Расположение защитных микротекстов на этой стороне такое же, как и на лицевой стороне. В верхней части номинал указан словами «СТО РУБЛЁЎ», под центральным изображением размещено крупное число «100», обозначающее номинал. Серия и номер банкноты размещены вверху справа и внизу слева поля банкноты. В левом верхнем углу надпись: «ПАДРОБКА БІЛЕТАЎ НАЦЫЯНАЛЬНАГА БАНКА РЭСПУБЛІКІ БЕЛАРУСЬ ПРАСЛЕДУЕЦЦА ПА ЗАКОНУ».

### 100 рублей 2009 года
Размер банкноты 151 × 72 мм. Банкнота посвящена Минской области, соответствие области номиналу банкноты было определено по алфавиту.
На лицевой стороне изображён замок Радзивиллов в Несвиже, на оборотной — коллаж, посвящённый теме театра и народных праздников (скрипка, бубен, жалейка и символы народных праздников: «Калядная зорка», коза, театр «Батлейка»). Слева от основного изображения на незапечатанном поле расположен локальный полутоновый водяной знак, повторяющий фрагмент основного изображения лицевой стороны банкноты. По центру сверху вниз проходит металлизированная защитная нить оконного (ныряющего) типа. Для слабовидящих в левом нижнем углу находится геометрическая фигура имеет увеличенную толщину красочного слоя. Фрагменты изображения номинала вверху слева на лицевой и вверху справа на оборотной сторонах банкнот совмещаются на просвет, образуя цельное изображение номинала банкнот.
На лицевой стороне в крайнем правом углу горизонтально и в левой части вертикально помещена надпись «СТО РУБЛЁЎ». В левом верхнем углу и в центральной части помещено цифровое обозначение номинала — «100». Вверху незапечатанного поля помещены надписи «Старшыня Праўлення» и «2009», а также факсимиле подписи на тот момент главы Нацбанка П. Прокоповича. В верхнем правом углу помещена надпись «НАЦЫЯНАЛЬНЫ БАНК РЭСПУБЛІКІ БЕЛАРУСЬ».
На оборотной стороне в левом нижнем углу помещён номинал банкноты «100 РУБЛЁЎ», а в правом верхнем углу цифровое обозначение номинала — «100». В левом верхнем и правом нижнем углах размещены серия и номер банкноты.

### 100 рублей 2022 года
1 июля 2022 года Национальный банк Республики Беларусь ввёл в обращение модернизированную версию банкноты номиналом в 100 рублей.
Обновлённые банкноты печатали в России на Гознаке, тогда как образцы 2009 года печатались в Великобритании. На новой купюре отсутствует защита Mask — это прямоугольник из двух совмещенных изображений на левой части банкноты. На другой стороне (с правого края) пропало скрытое изображение «РБ». Из дизайна убрали факсимиле подписи бывшего главы Национального банка — Председателя Правления Петра Прокоповича — и самой надписи «Старшыня Праўлення». Изменения коснулись и защитной нити — она стала шире и с визуальными эффектами. Обновлён водяной знак: к уже существующему изображению замка Радзивиллов добавили изображение «100».
Изображение замка Радзивиллов в Несвиже приведено в соответствие с актуальным внешним видом (изменился купол, фасады здания, добавили чердачные окна на крыше и убрали пару лестниц) с указанием названия — «Замак Радзівілаў г. Нясвіж».

## Памятные банкноты
| Серия                  | Дата выпуска   | Тираж     | Описание банкноты                                                            | Описание банкноты | Изображение     | Изображение       |
| Серия                  | Дата выпуска   | Тираж     | Лицевая сторона                                                              | Оборотная сторона | Лицевая сторона | Оборотная сторона |
| ---------------------- | -------------- | --------- | ---------------------------------------------------------------------------- | --- | --------------- | ----------------- |
| Миллениум              | 1 октября 2001 | 2500 экз. | Национальный академический Большой театр оперы и балета Республики Беларусь. | Сцена из балета Е. Глебова «Избранница», особый серийный номер и специальное обозначение на поле водяного знака.                                         |                 |                   |
| Мая краіна — Беларусь. | 15 июля 2016   | 999 экз.  | Замок Радзивиллов в Несвиже.                                                 | Коллаж, посвящённый теме театра и народных праздников (скрипка, бубен, жалейка и символы народных праздников: «Калядная зорка», коза, театр «Батлейка»). |                 |                   |